# 가색상

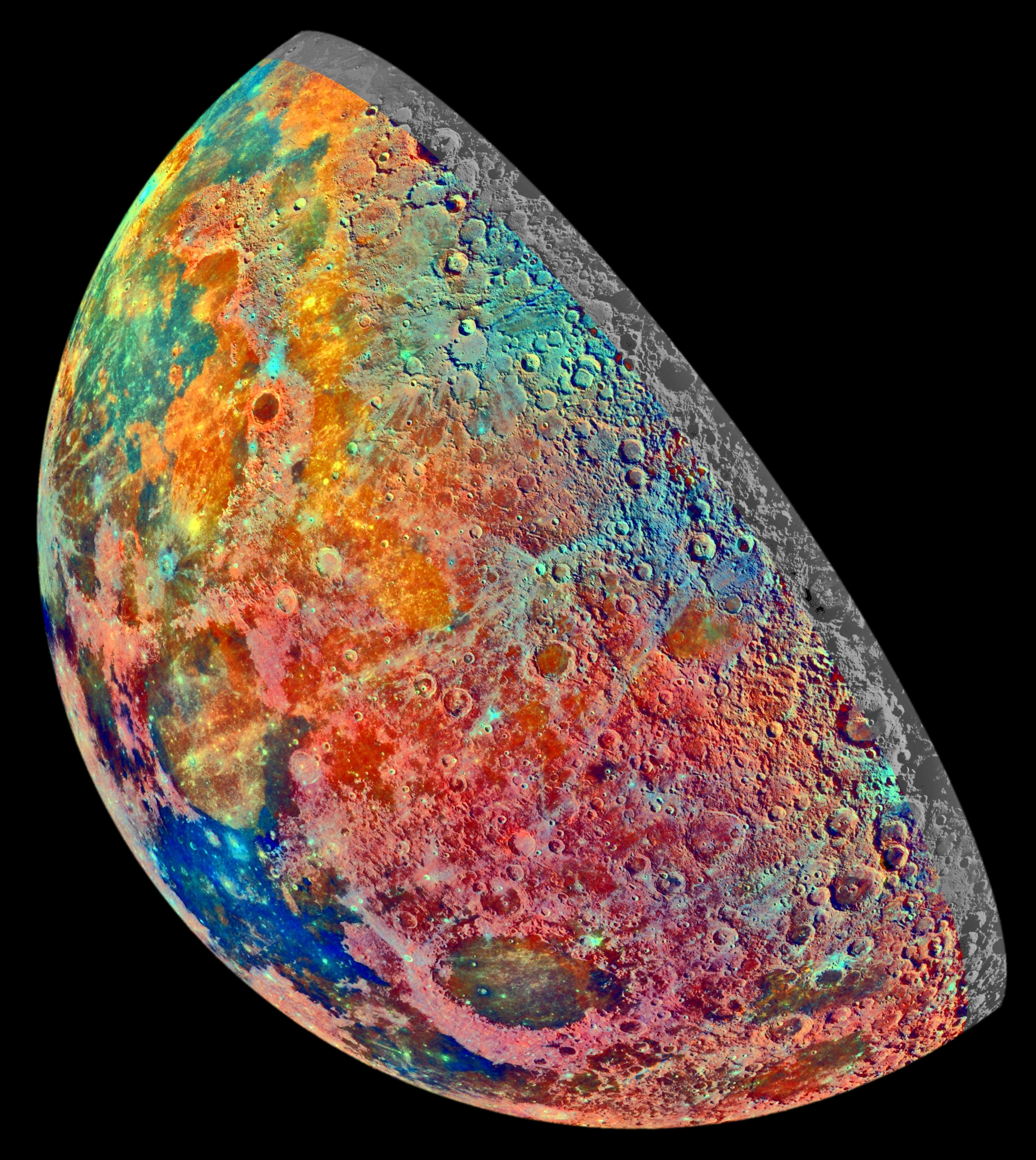
가색상 모자이크

가색상, 의색, 의사 색상, 거짓 빛깔(False color, pseudo color)은 전자기 스펙트럼의 가시적 또는 비가시적 부분에 기록된 색으로 이미지를 표시하는 데 사용되는 색 표현 방법들의 모임을 나타낸다. 가색상 이미지는 사진(트루컬러 이미지)이 보여주는 색상과 다른 색상으로 물체를 묘사하는 이미지이다. 이 이미지에서는 인간의 눈이 일반적으로 볼 수 없는 세 가지 서로 다른 파장에 색상이 할당되었다.
또한 의색, 밀도 슬라이싱(density slicing) 및 등치(choropleth)와 같은 가색의 여러 종류는 단일 회색조 채널로 수집된 데이터 또는 전자기 스펙트럼의 일부를 나타내지 않는 데이터의 정보 시각화에 사용된다.

## 같이 보기
- NASA 월드윈드
- 불가능한 색상